# Ostružník
Ostružník (na některých mapách byl použit název Přípeřice) je potok v Ústeckém kraji. Je zajímavý tím, že se jeho tok skládá z přírodního toku a umělé sběrné strouhy, ze které je také napájen prostřednictvím umělé bifurkace Bělský potok. V Centrální evidenci vodních toků je veden pod názvem Ostružník (Maxičský p.) (ID toku 10100868). Tok spravují od pramene pod Pstružný rybník Lesy České republiky a od Pstružného rybníka po ústí do Labe Povodí Ohře.

## Průběh toku

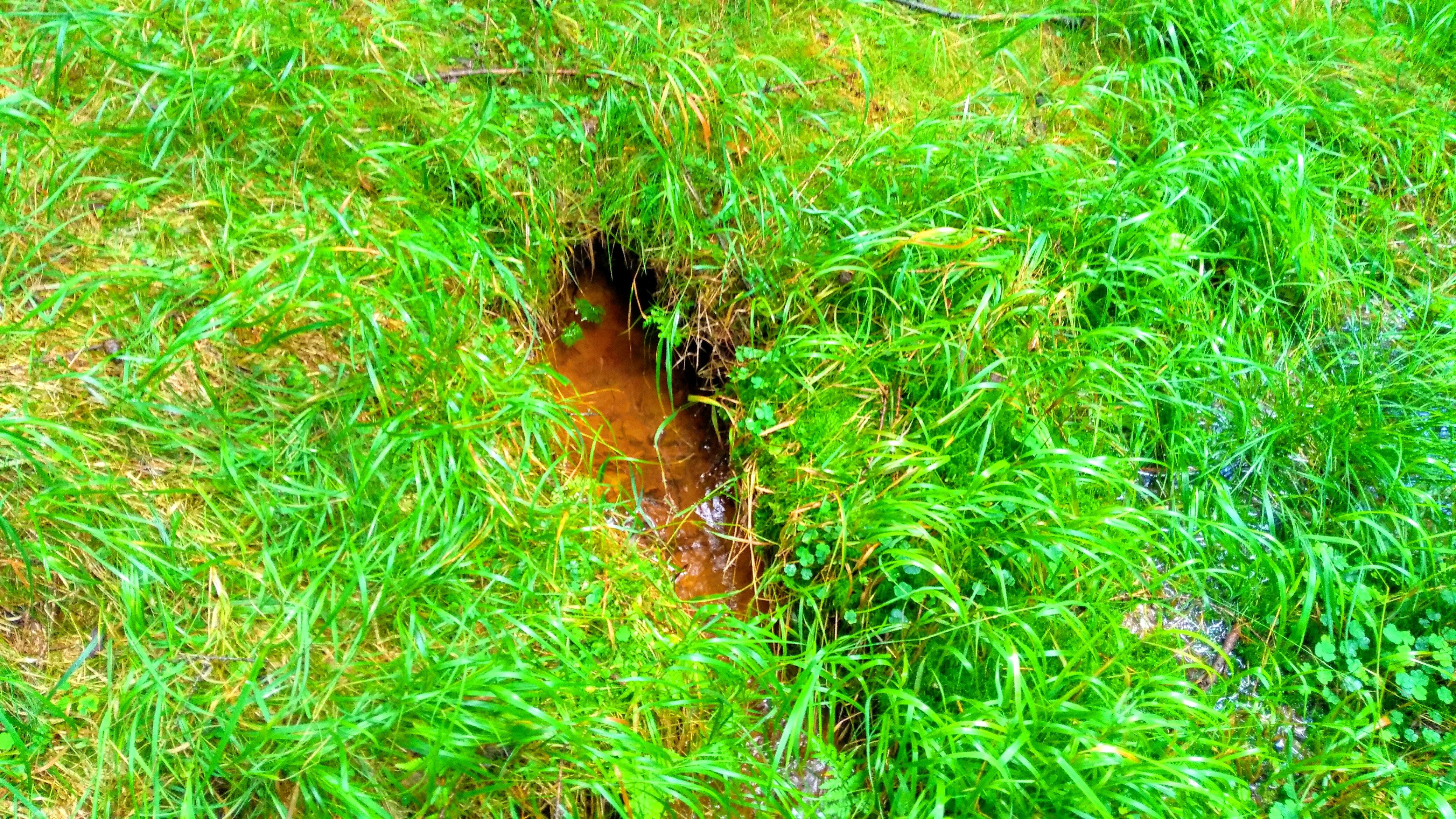
Pramen Ostružníku (Bělského potoka).

Původní potok pramenil v horní části osady Maxičky. Kapacita tohoto pramene je v současnosti v podstatné míře vodárensky vyžita jako zdroj vody pro místní vodovod. Původní tok měl délku 4,75 km a měl jméno Straussbach. Tento původní tok má ještě na území Maxiček pravostranný přítok, do něhož je ve vzdálenosti 0,35 km od soutoku zaústěna umělá sběrná strouha. Tato strouha, vedená téměř ve vrstevnici, začíná v korytě Sporného potoka a má délku 7,0 km. Účelem této strouhy bylo zachytit vodu, která stékala ze severních strání Děčínského Sněžníku bez využití do Saska, a posílit tak průtoky Bělského potoka a Ostružníku. Na císařských otiscích z roku 1843 je zakreslen Ostružník tak, že končí nad Vlčím jezerem, kde odebírá veškerou vodu z původního pramene Bělského potoka (bez bifurkace). Zásobování dvou potoků současně je vyřešeno umělou bifurkací v nadmořské výšce 487 m nedaleko nad Vlčím jezerem, kterým Bělský potok protéká. Z map vyplývá, že Sporný potok a Ostružník mají společné prameniště na stráni zvané Medvědí louka na severozápadním svahu Děčínského Sněžníku v nadmořské výšce cca 582 m.
Potok Ostružník se tak skládá ze čtyř částí (od pramene):
- část Sporného potoka s přítokem: 0,33 km
- umělá strouha k bifurkaci s Bělským potokem: 3,28 km
- umělá strouha od bifurkace k přírodnímu korytu: 3,72 km
- původní přírodní koryto: 4,6 km

Celková délka toku činí 11,93 km. Kdy byla umělá strouha vybudována, není známo. Plocha povodí je 8,2 km², z toho nad bifurkací 2,6 km².
Ostružník protéká šesti katastrálními územími: k. ú. Sněžník – 1,11 km, k. ú. Bynov – 3,1 km, k. ú. Bělá u Děčína – 1,1 km, k. ú. Maxičky – 3,66 km, k. ú. Prostřední Žleb – 2,74 km a k. ú. Podmokly – 0,13 km.
Ostružník na Maxičkách napájí dva rybníky. Horní menší (tzv. Rybníček) slouží k odkalení a ohřátí vody pro větší dolní Rybník (hladina 408 m nad mořem), který byl upraven jako koupaliště. Pod Maxičkami Ostružník křižuje lesní silnici do Dolního Žlebu zvanou Laubloška, pod níž do něho přitéká zleva z vlhkého údolí, kdysi zvaného Krötenau, malý bezejmenný potůček. Pod místem tohoto soutoku byl Ostružník napájen do r. 1935 pramenem, který byl toho roku využit jako zdroj pitné vody pro Jalůvčí (tehdy Kalmswiese). Po cca 0,7 km kříží Ostružník lesní silničku zvanou Ulička lásky, za níž vtéká do Přípeřského údolí, aby po dalších 0,7 km křížil lesní cestu zvanou Za Heřmanem v místě, kde do něho vtékala voda z Vlčího pramene (Wolfsborn). Tento vydatný pramen byl důležitým místem na promenádních lesních cestách vybudovaných pro účely Lázní Svatého Josefa v Horním Žlebu. Také tento pramen, který v minulosti stabilizoval průtok Ostružníku Přípeří, byl vodárensky využit pro podmokelský vodovod. Po průtoku horní částí Přípeřského údolí (kdysi zvané Wolfsgraben) napájí Ostružník lesní Pstružný rybník (hladina 228 m nad mořem). Tento rybník byl sice využíván pro chov pstruhů, ale jeho hlavním úkolem bylo zásobování vodních kol, pohánějících různá zařízení v Přípeři, vodou. Na kraji Přípeře se do Ostružníku vlévá zprava od Jalůvčí bezejmenný potůček (kdysi zvaný Polterbach). V Přípeři protéká Přípeřským rybníkem opraveným v roce 2016. Pod Přípeří protéká voda Ostružníku bývalým lázeňským domem Zum Bad (dnes činžovním domem), který byl součástí Lázní sv. Josefa, kde byla lázeňsky využívána. Následně protéká pod žel. tratí a silnicí a v místě kdysi zvaném Schnellhübel se vlévá do Labe v nadmořské výšce 123 m jako levostranný přítok.

## Umělé rozvodí
Na Ostružníku se uprostřed lesa cca 200 metrů západně před vtokem (Bělského potoka) do Vlčího jezera nachází umělé rozvodí (bifurkace), kde se tok rozděluje. Samotný Ostružník jako levá, avšak mnohem menší větev pokračuje po vrstevnici do Maxiček, zatímco Bělský potok se jako pravá, avšak mnohem mohutnější větev vlévá do Vlčího jezera.
Stav v roce 2017: Stavba rozvodí je v havarijním stavu. Počátkem devadesátých let 20. století byla bifurkace vyzděna z kamene. Na nedostatečných základech ale došlo zhruba po patnácti letech k podemletí stavby, zřejmě v důsledku podmrznutí. Zanedbatelné množství vody, které protéká do koryta Ostružníku, se vlivem netěsnosti této umělé strouhy zcela ztrácí a koryto vedoucí podél silnice zachycuje pouze srážkovou vodu.
Přímo k bifurkaci, která se nachází cca 130 m jižně od silnice Děčín – Sněžník (III/25825), nevede žádná cesta. Samotná stavba je už nějaký čas zarostlá vegetací a přístup k ní tudíž není úplně snadný.

## Vodní režim
Průtok vody není průběžně měřen a je v průběhu roku velmi proměnný, což je způsobeno zejména vodárenským využitím napájejících pramenů. V obzvláště suchých dobách v úsecích s propustným podložím prakticky vysychá.

## Fotogalerie

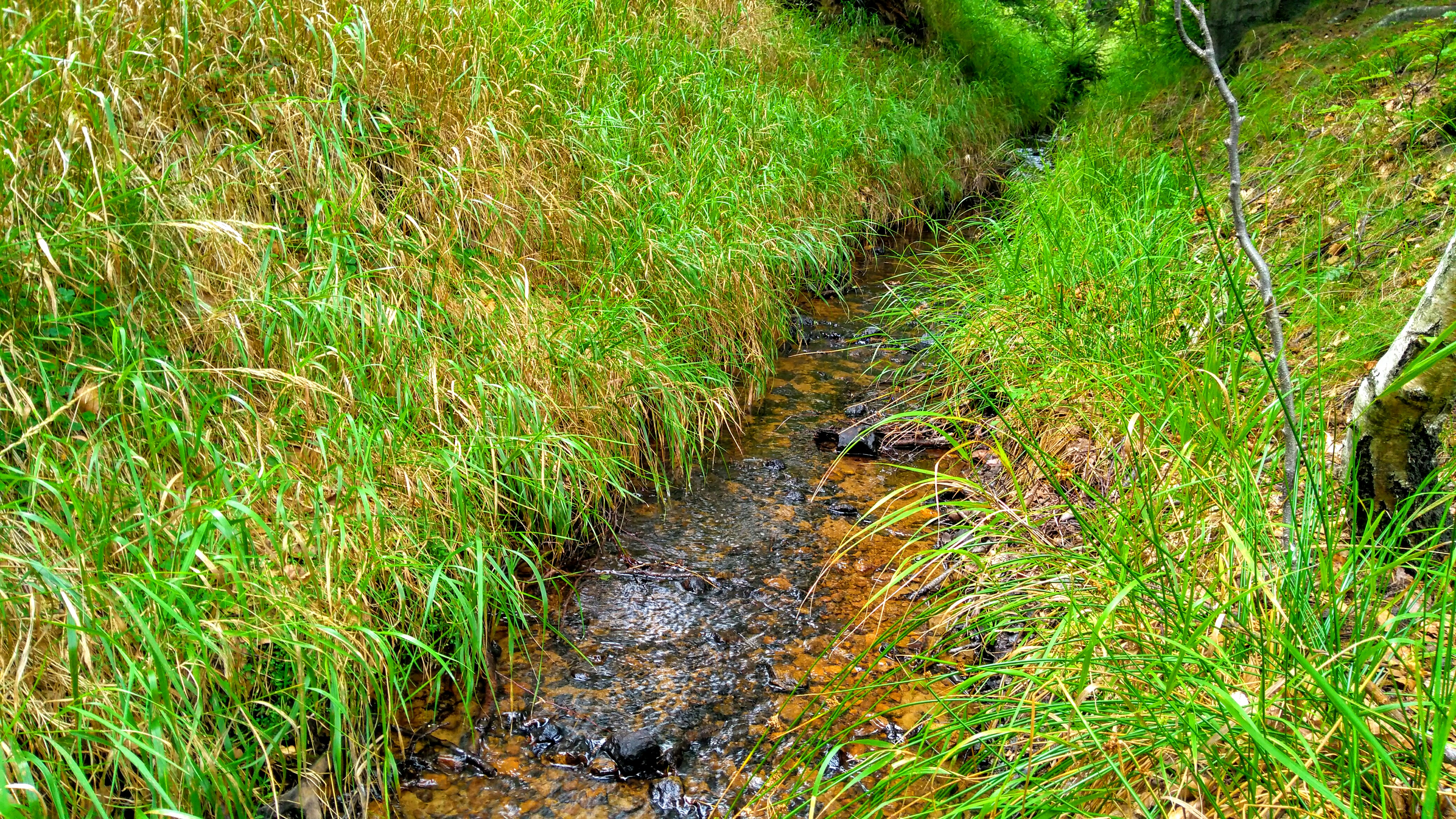
Horní tok v létě při menším stavu vody.
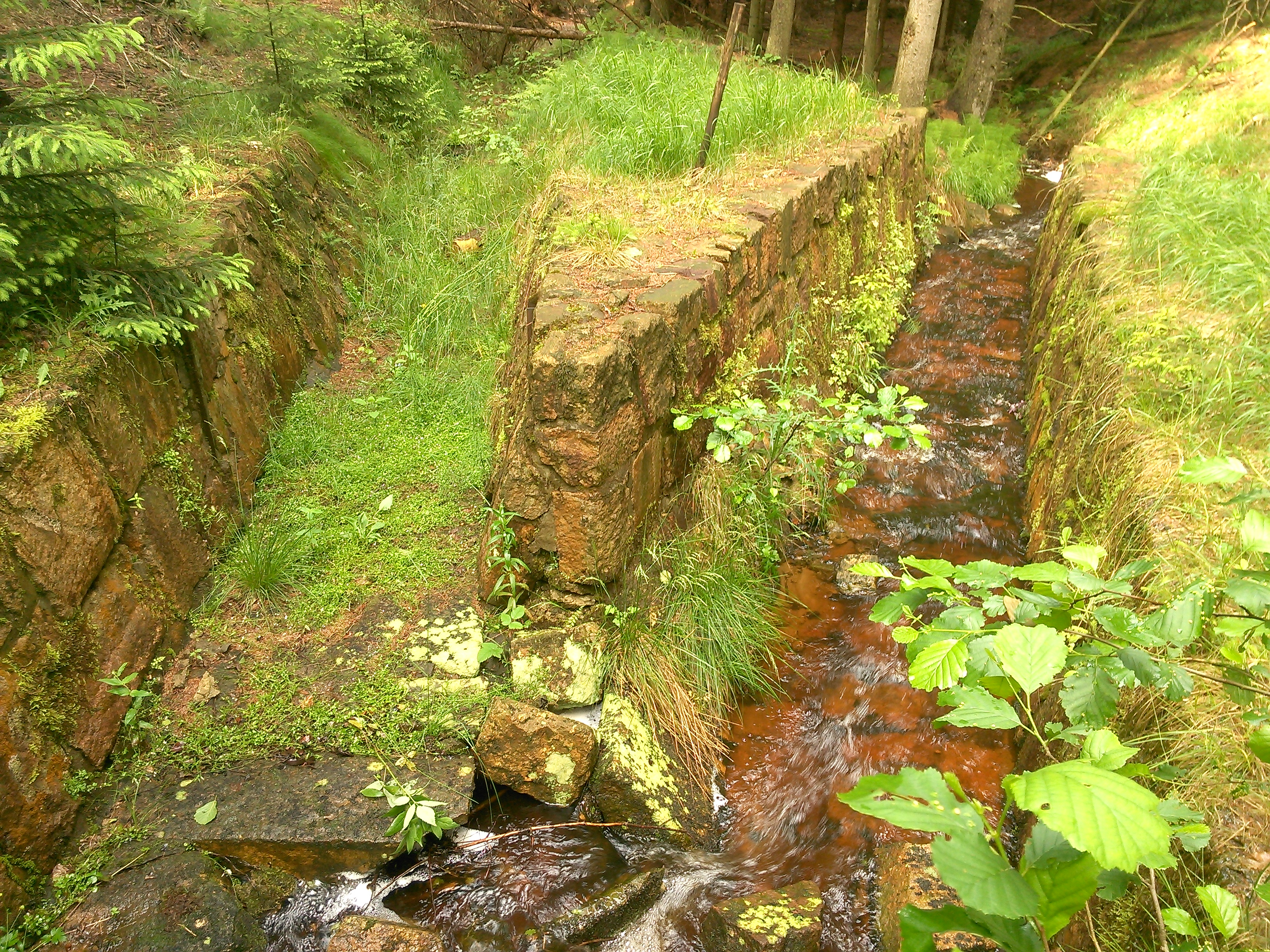
Umělé rozvodí. Levá větev pokračování Ostružníku, vpravo Bělský potok.
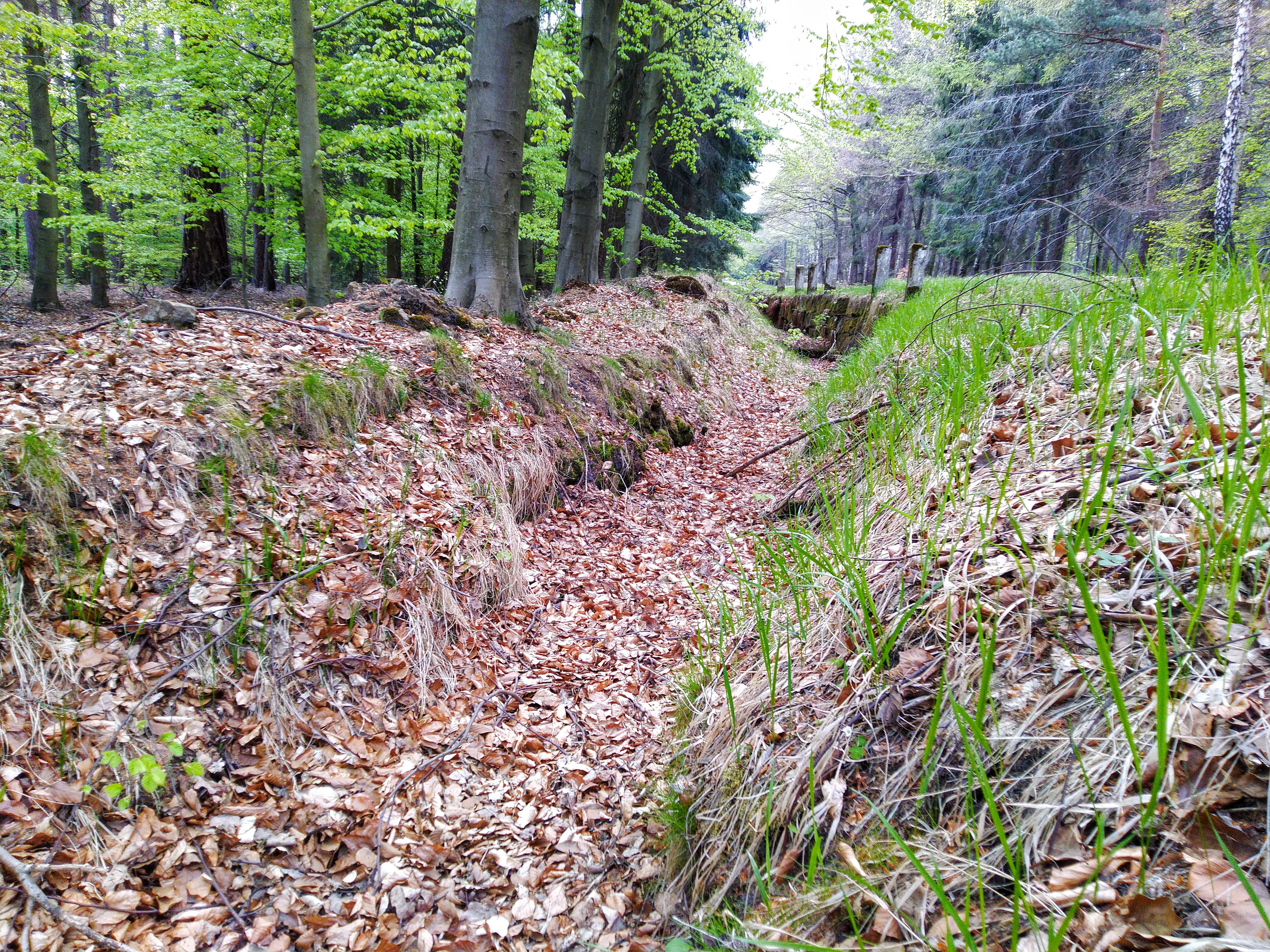
Ostružník mezi Vlčím jezerem a Maxičkami.
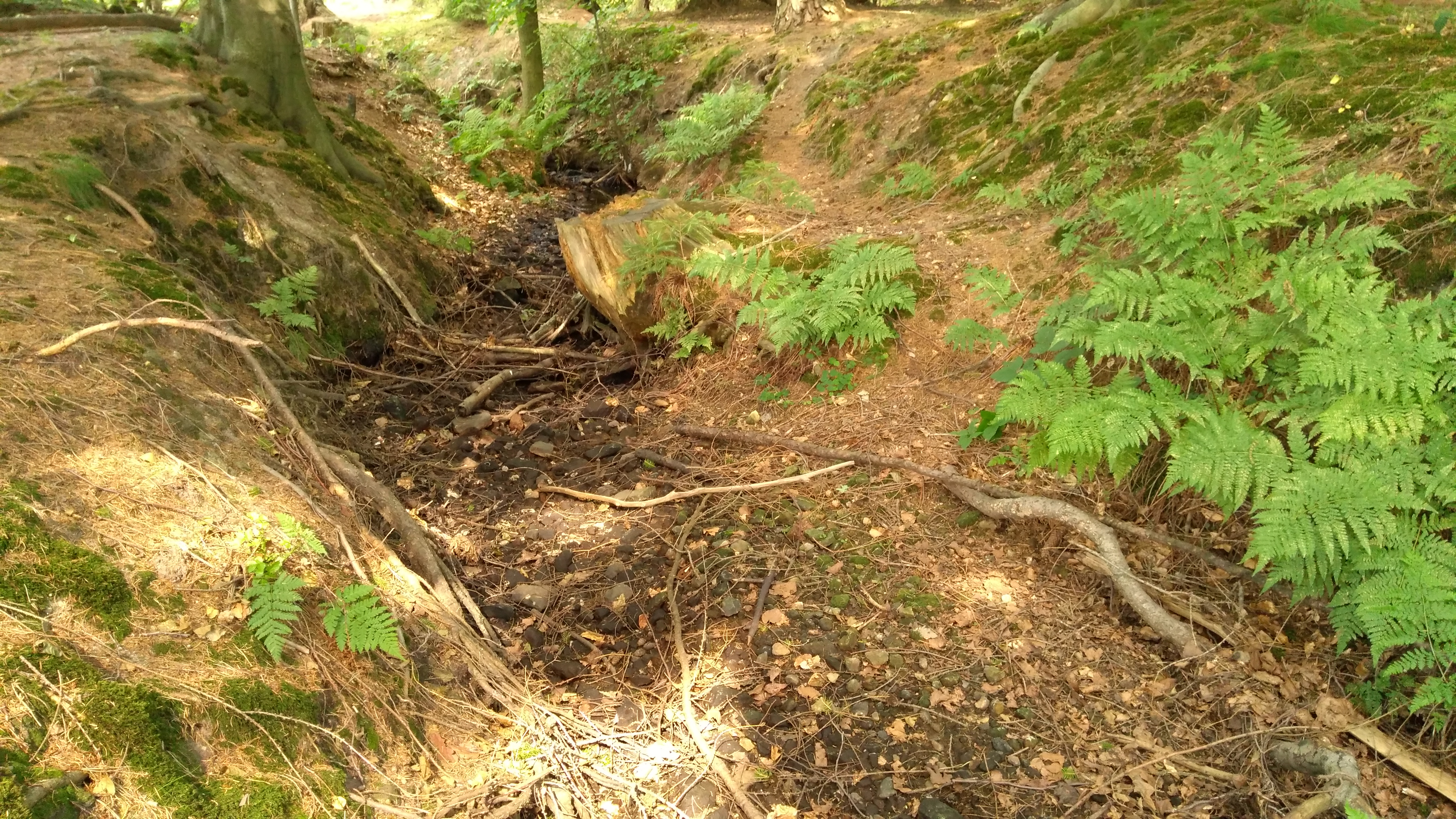
Důsledky sucha 2018 v Maxičkách.
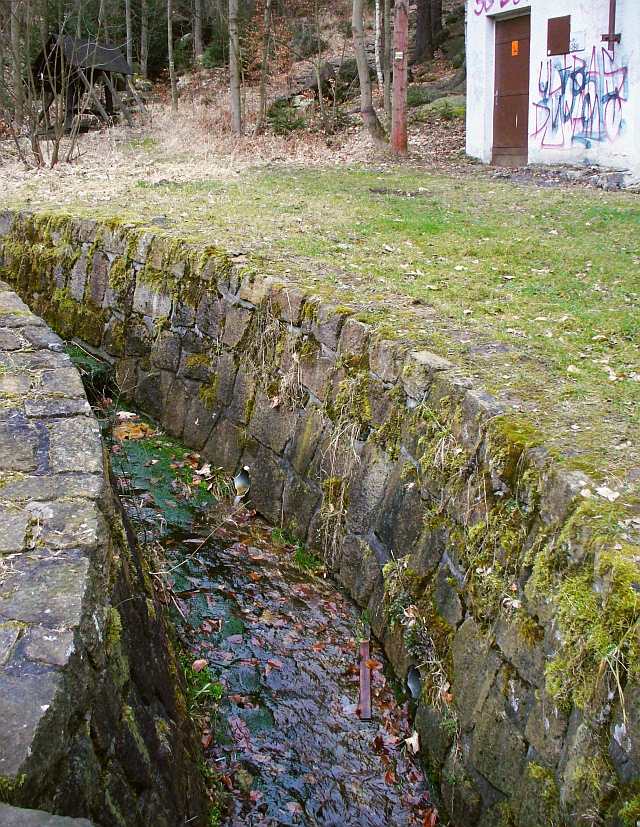
Zděné koryto potoka Ostružník u vodárny Vlčí pramen s přepadem z vodárny
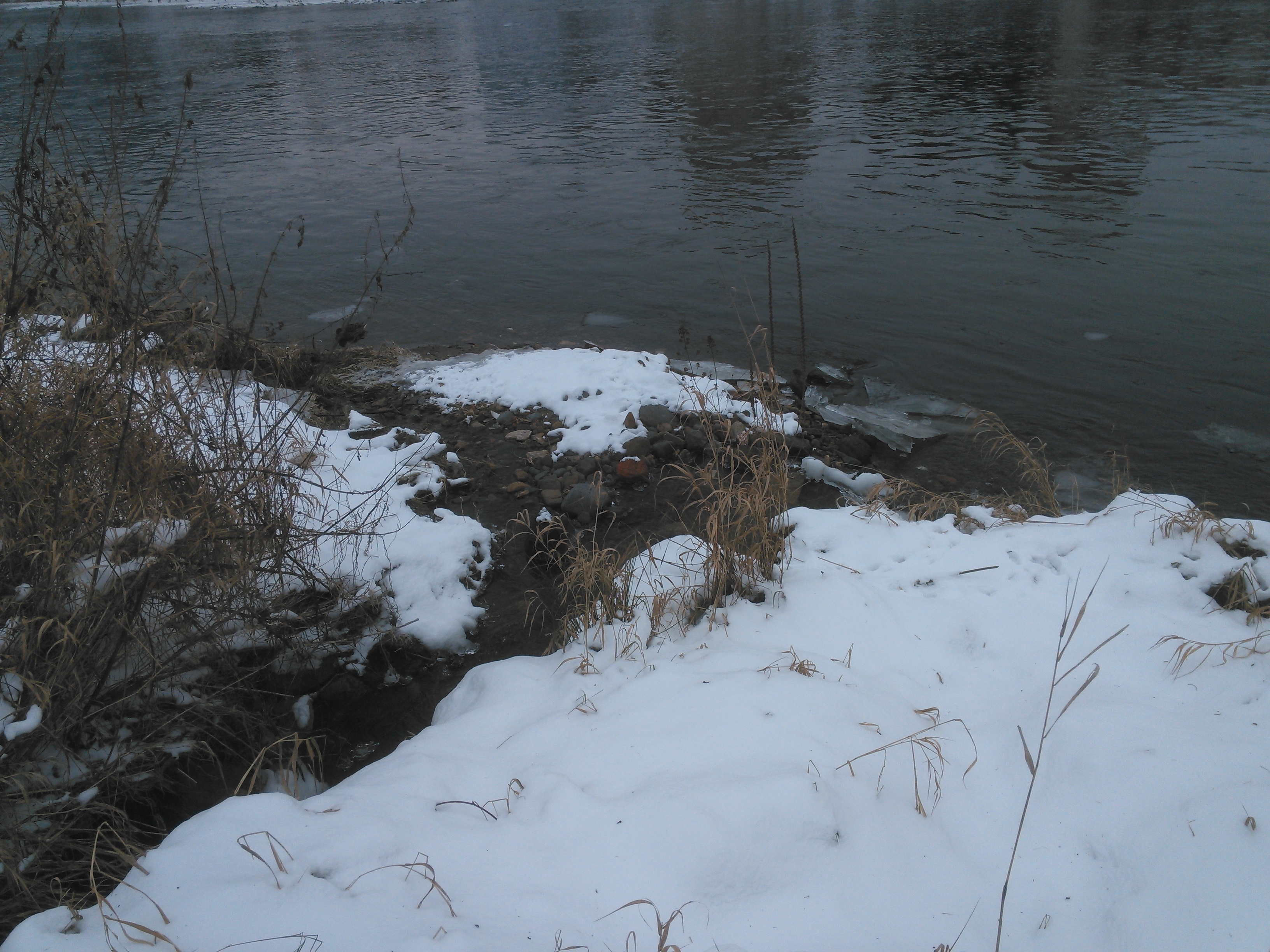
Soutok s Labem v Děčíně.